# Heterodontosauriformes

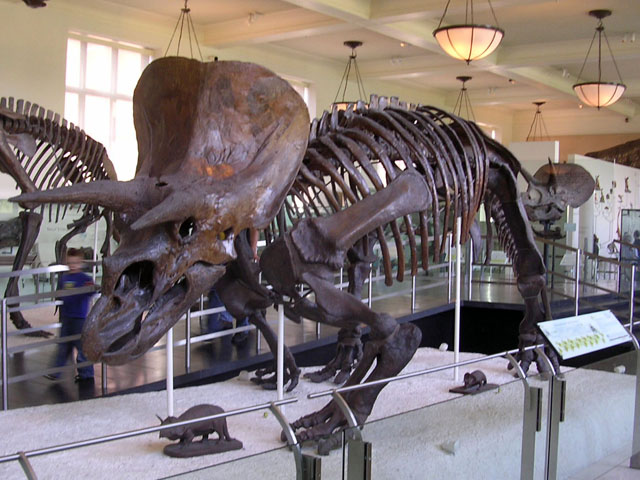
Skelet van Triceratops

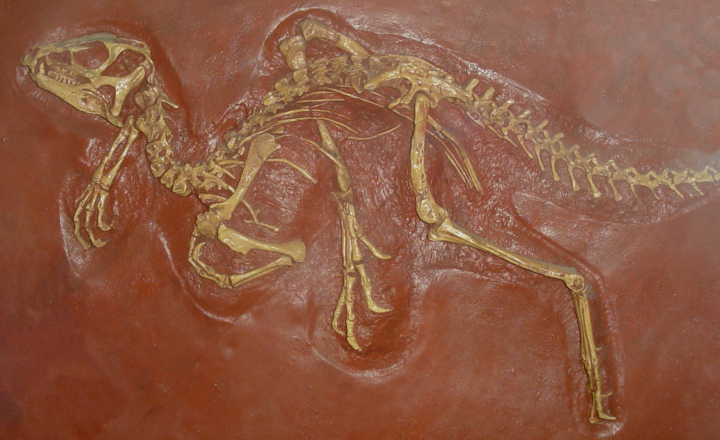
Skelet van Heterodontosaurus

De Heterodontosauriformes zijn een groep dinosauriërs behorend tot de groep van de Cerapoda. De klade is in 2006 door Xu en Clark gedefinieerd als de groep omvattende de laatste gemeenschappelijke voorouder van Heterodontosaurus en Triceratops, en al zijn afstammelingen. Het nieuwe concept werd noodzakelijk geacht nadat door de vondst van Yinlong sterke aanwijzingen ontdekt werden dat de Heterodontosauridae niet, zoals de gebruikelijke opvatting wil, tot de Ornithopoda behoren. De nieuwe klade omvat vermoedelijk de Heterodontosauridae en de Marginocephalia maar niet per definitie. Volgens Clark vormt Agilisaurus wellicht een zusterklade van Heterodontosauriformes, maar het bewijs ervoor is volgens hem niet sterk.
Volgens latere inzichten zijn de heterodontosauriden inderdaad geen ornithopoden maar ook niet speciaal aan de marginocephaliërs verwant. Ze zouden zeer basale Ornithischia zijn, zodat de definitie van de Heterodontosauriformes bijna alle ornithischiërs zou omvatten. Het valt te bezien hoed dit de bruikbaarheid van het begrip zal beïnvloeden. 